# Katie Hoff
Kathryn Hoff; znana jako Katie Hoff (ur. 3 czerwca 1989 roku w Palo Alto) – amerykańska pływaczka, srebrna i brązowa medalistka igrzysk olimpijskich w Pekinie, wielokrotna medalistka mistrzostw świata, była rekordzistka świata.

## Sukcesy

### Igrzyska Olimpijskie
| Olimpiada  | Data             | Konkurencja           | Rezultat    | Miejsce |
| ---------- | ---------------- | --------------------- | ----------- | ------- |
| Pekin 2008 | 10 sierpnia 2008 | 400 m stylem zmiennym | 4:31,71 min |         |
| Pekin 2008 | 11 sierpnia 2008 | 400 m stylem dowolnym | 4:03,29 min |         |

### Mistrzostwa świata(basen 50m)
- 2005 Montreal:  (200 m stylem zmiennym)
- 2005 Montreal:  (400 m stylem zmiennym)
- 2005 Montreal:  (sztafeta, 4x200 m stylem dowolnym)
- 2007 Melbourne:  (200 m stylem zmiennym)
- 2007 Melbourne:  (400 m stylem zmiennym)
- 2007 Melbourne:  (sztafeta, 4x200 m stylem dowolnym)

## Rekordy świata
| Data            | Miejsce   | Konkurencja           | Rezultat | Status                             |
| --------------- | --------- | --------------------- | -------- | ---------------------------------- |
| 1 kwietnia 2007 | Melbourne | 400 m stylem zmiennym | 4:32,89  | do 22 marca 2008 Stephanie Rice    |
| 29 czerwca 2008 | Omaha     | 400 m stylem zmiennym | 4:31,12  | do 10 sierpnia 2008 Stephanie Rice |

## Wyróżnienia
- 2005, 2006, 2007: najlepsza pływaczka roku w USA